# トライアンフ・アクレイム
トライアンフ・アクレイム(Triumph Acclaim)はイギリスの自動車メーカー・ブリティッシュ・レイランド(BL)のトライアンフ部門が1981年から1984年まで生産した小型乗用車で、トライアンフのブランド名で生産された最後の乗用車である。1979年に調印された日本の自動車メーカー・本田技研工業との技術提携による、ホンダ・バラード（初代）のOEMであった。

## 概要
1979年12月26日の提携調印から18か月で開発され、英国での生産を開始したアクレイムは、この当時としてはEC（現EU）域内で生産される初の日本車として注目された。当時日本車の輸出は欧州での市場占有率11%を越えないよう自主規制されていたが、ヨーロッパ製部品を多用したアクレイムはこの規制の対象外となった。一方、BLにとっても、当時は自社製品の品質と信頼性への評価が地に堕ちていた時期であり、この面での評価の高かった日本車を自ら生産することで得る面は多かった。アクレイムを端緒として、民営化されてローバー・グループとなった1990年代に至るまでホンダ車をベースとしたローバー車の生産は継続された。
バラードとの違いは、フロントグリル中央のバッジ、ツインキャブ化された、CVCCではないエンジン、フォード・コーティナの骨組を用いた独自のシート、当時まだ日本国内では認可されていなかったドアミラー、欧州向けにセッティングを変更されたサスペンションなどであった。エンジンは1,335cc一種類で、日本のバラードの主力であった1,500ccや、先代のドロマイトにあった1,850/2,000ccなどの大排気量エンジンは用意されなかった。
グレード構成は「L」「HL」「HLS」「CD」の4種類で、CDにはパワーウィンドゥ、ヘッドライトウォッシャーが標準装備され、当時のこのクラスの欧州車では珍しかった本格的なエアコンも装備可能であった。生産期間中の仕様変更は少なく、ドアハンドル・ステアリングホイール・シフトレバーの意匠変更、ヒーターの内気循環スイッチの位置変更程度であった。また、「Avon」と呼ばれた限定モデルが生産され、これには本革シートやウッドトリム、2トーン塗装、そしてオプションでターボチャージャー付きエンジンが選択可能であった。
アクレイムは1982-83年にかけて英国車販売台数のトップ10に入る売れ行きを示した。これはトライアンフにとって1965年以来の快挙であった。しかし1984年、2代目のバラードをベースにしたローバー・200に交代し、アクレイムは13万3626台をもってその生産を終了した。それは同時にトライアンフ部門の終焉でもあった。